# قائمة محطات القطار في العراق
قائمة محطات القطار في العراق:

## المحطات الرئيسية

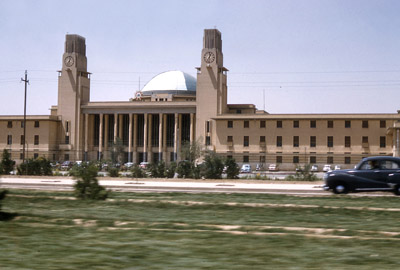
محطة بغداد المركزية

| المحطة                  | الموقع         |
| ----------------------- | -------------- |
| محطة بغداد المركزية     | الكرخ، بغداد   |
| محطة قطارات المعقل      | المعقل، البصرة |
| محطة قطارات كربلاء      | كربلاء         |
| محطة قطارات بيجي        | بيجي           |
| محطة قطارات القائم      | القائم         |
| محطة قطارات عكاشات      | عكاشات         |
| محطة قطارات الموصل      | الموصل         |
| محطة قطارات القيارة     | القيارة        |
| محطة قطارات حمام العليل | حمام العليل    |

## المحطات الفرعية
| المحطة                  | الموقع          |
| ----------------------- | --------------- |
| محطة قطار الكاظمية      | الكاظمية، بغداد |
| محطة قطار التاجي        | التاجي          |
| محطة قطار المحمودية     | المحمودية       |
| محطة قطار البيادر       | الحقلانية       |
| محطة قطار الشورة        | ناحية الشورة    |
| محطة قطار المشراق       | جنوب الموصل     |
| محطة قطار أبو دشير      | أبو دشير        |
| محطة قطار أُم الطبول     |                 |
| محطة قطار أبو غريب      | قضاء أبي غريب   |
| محطة قطار الفلوجة       | الفلوجة         |
| محطة قطار غرب الرمادي   | الرمادي         |
| محطة قطار المسيب        | المسيب          |
| محطة قطار قضاء المحاويل | قضاء المحاويل   |
| محطة قطار بابل          | الحلة           |
| محطة قطار الخضر         | السماوة         |
| محطة قطار الطوبة        | البصرة          |
| محطة قطار تكريت         | تكريت           |